# Holoplatys canberra
Espèce
Holoplatys canberra est une espèce d'araignées aranéomorphes de la famille des Salticidae.

## Distribution
Cette espèce est endémique du Territoire de la capitale australienne en Australie.

## Description
La carapace de la femelle holotype mesure 2,88 mm de long sur 1,91 mm et l'abdomen 3,96 mm de long.

## Étymologie
Son nom d'espèce lui a été donné en référence au lieu de sa découverte, Canberra.

## Publication originale
- Żabka, 1991 : Salticidae (Arachnida: Araneae) of Oriental, Australian and Pacific regions, V. Genus Holoplatys Simon, 1885. Records of the Australian Museum, vol. 43, no 171-240 (texte intégral).